# Kemono Michi
Kemono Michi (яп. けものみち, Animal Trail, Сліди тварин) — серія манґи, написана Нацуме Акацукі та проілюстрована Маттакумо-суке та Юмеутою. Серіалізація манґи проходила в щомісячному шьонен-журналі «Monthly Shōnen Ace» видавництва Kadokawa Shoten з листопада 2016 по серпень 2024 року. Вона була зібрана в чотирнадцять томів танкобон. Аніме-адаптація під назвою «Kemono Michi: Rise Up» від студії ENGI транслювалася з жовтня по грудень 2019 року.

## Сюжет
Гендзо Сібата — відомий професійний реслер, знайомий у світі реслінгу під ім'ям «Звірина Маска» (Animal Mask). Однієї ночі, під час матчу за титул чемпіона світу, принцеса раптово телепортує його до фентезійного світу. Вона просить його стати вбивцею звірів і звільнити королівство від чудовиськ, що населяють цю землю. Однак Гендзо, який є великим любителем тварин, негайно відмовляється від цього наказу, нокаутувавши принцесу прийомом «німецький суплекс».
Опинившись наодинці в новому світі, Гендзо незабаром зустрічається з дівчиною-вовком на ім'я Шіґуре. Разом вони приєднуються до місцевої гільдії та починають нову кар'єру мисливців на звірів. Проте, замість того, щоб вбивати їх, його мета полягає в тому, щоб подружитися і захопити якомога більше монстрів, аби здійснити свою найбільшу мрію: стати власником зоомагазину.

## Персонажі

### Головні
Гендзо Сібата (яп. 柴田 源蔵, Shibata Genzō) / Звірина Маска (яп. ケモナーマスク, Kemonā Masuku)
Сейю: Кацуюкі Конісі
Відомий професійний реслер, телепортований до фентезійного світу, щоб здолати Короля Демонів і стати Героєм. Однак через свою глибоку любов до тварин він відмовляється від ідеї вбивати монстрів, надаючи перевагу захопленню їх живими, аби стати власником зоомагазину. Його сильна емпатія до тварин дозволяє йому подружитися майже з кожним монстром, якого він зустрічає за мить ока, але коли його провокують, він виявляється винятковим бійцем. На жаль, попри його зусилля, його успіхи у прирученні монстрів та перетворенні їх на дружніх здобули йому титул «Вбивця звірів» серед інших мисливців, що його дуже дратує.
Хіроюкі (яп. ひろゆき)
Сейю: Ріе Суегара
Домашній пес Гендзо, який був перенесений разом з ним у новий світ. Він часто стає мішенню для викрадення Едгаром, злочинним другом Міші та Вольфганга, переважно для помсти Гендзо, але також тому, що як єдиний відомий представник свого виду в новому світі, він вважається рідкісним і цінним. Як якось сказав Гендзо, якщо б він продав і Хіроюкі, і Карміллу, він отримав би набагато більше за собаку, ніж за неї.
Шіґуре (яп. シグレ)
Сейю: Акіра Секіне
Напіввовк-звіролюдина та одна з партнерок Гендзо. Шіґуре — надзвичайно жадібна та амбітна дівчина-вовк, яка мріє розбагатіти. Однак її жахливе відчуття до справ змусило її втратити велику суму золота, яку вона отримала в борг від групи лихварів, змусивши її підписати контракт як рабиня для погашення боргу. Після порятунку Гендзо вона приєднується до нього у його прагненні стати відомим мисливцем на звірів, щоб зібрати достатньо грошей для реалізації своєї мрії. Її найвідоміша риса полягає в тому, що коли Гендзо нападає на лицаря-героя Хіт Хейза за спробу знищити звірів його мечами, вона краде мечі останнього і продає їх, прикидаючись, що хтось «випадково» «впустив» меч.
Ханако (яп. 花子)
Сейю: Юкі Ягі
Справжнє ім'я Ліндабрея Фафнір Гілдмераг (яп. ファフニール・ギルドメラグ・リンダブレア, Fafunīru Girudomeragu Rindaburea), є напівдраконом та єдиною спадкоємицею знатної родини, яка залишила свій замок, щоб пізнати світ. Хоча вона виглядає як дитина з драконячими рогами та хвостом, вона досить сильна і витривала, а її нескінченний голод змушує її поглинати будь-яку живу істоту, яку вона бачить. Вона приєднується до Гендзо, щоб здійснити свою мрію скуштувати м'ясо кожного монстра у світі.
Кармілла Ванштайн (яп. ヴァンシュタイン・カーミラ, Vanshutain Kāmira)
Сейю: Аріса Сакураба
Вірна вампірка-служниця Ханако. Коли Ханако приєднується до Гендзо, Кармілла йде за нею, попри свою антипатію до Гендзо. Як і більшість вампірів, вона боїться святої води та часнику, і потребує парасольки під сонячним світлом. Хоча вона здається зарозумілою та злобною до Гендзо, вона намагається задовольнити кожну примху Ханако, що межує з одержимістю. Вона марнотратна з будь-якими заробленими грошима і використовує їх виключно на алкоголь для власного споживання.
Джіґ (яп. ジーク, Jiku)
Таємнича гігантська мураха, що працює на Гендзо. Його мотивації невідомі.

### Інші
Огр Макадамія (яп. マカデミアンオーガ, Makademian Ōga)
Сейю: Тецу Інада
Суперник Гендзо у реслінгу за титул чемпіона світу, чиє ім'я на рингу — МАО. Їхній матч був перерваний, коли Гендзо телепортувався до іншого світу принцесою, і з того часу він нескінченно шукав його, щоб вони могли завершити свій поєдинок. Коли темні сили в новому світі закликають свого власного «героя», МАО телепортується вампірською принцесою Джоанною, приєднуючись до її народу у війні проти людей, і стаючи новим Королем Демонів.
Джоанна (яп. イオアナ, Ioana)
Сейю: Сора Амамія
Спадкоємна принцеса всіх вампірів, чий народ веде нескінченну війну проти людей та інших видів. Як тільки вона почула, що принцеса викликала Гендзо до їхнього світу для боротьби проти них, вона виконує той самий ритуал, щоб викликати реслера МАО, ворога Гендзо у реслінгу, до їхнього світу, роблячи його чемпіоном вампірів.
Роза (яп. ローゼ, Rōze)
Сейю: Кана Аой
Служниця Джоанни, вона є найвищим класом вампірів. Коли Джоанна каже Ханако, що вона може надати їй ще сильнішу вампірську служницю, Роза викликає Карміллу на дуель, щоб довести свою правоту. Після легкої перемоги Рози, Ханако б'є і Джоанну, і Розу і каже, що задоволена своєю нинішньою служницею, з усіма її недоліками.
Міша (яп. ミーシャ, Mīsha)
Сейю: Хана Тамеґаї
Напівкішка-звіролюдина, до неї підійшов Гендзо, коли він вперше прибув у новий світ. Його любов до тварин викликала у неї та її брата Вольфганга багато стресу, коли він гладив їх і гладив їхнє хутро проти їхньої волі. З тих пір вона бачить Гендзо лише як збоченця і прагне помсти, щоб його здолати.
Вольфганг фон Крафтман (яп. ヴォルフガング・フォン・クラフトマン, Vorufugangu fon Kurafutoman)
Сейю: Кенічіро Мацуда
Людина-вовк і брат Міші. Хоча спочатку він здається грубим і жорстоким, після першої зустрічі з Гендзо він починає боятися перебувати на вулиці, оскільки боїться знову натрапити на нього. Через це він зазвичай виступає проти планів Міші щодо помсти Гендзо. Щоразу, коли Гендзо ловить його, він поводиться з Вольфгангом як з домашнім псом і тре його живіт; це зводить його до стану домашнього улюбленця, що він таємно любить, але вважає принизливим.
Едгар (яп. エドガー, Edogā)
Сейю: Такетора
Міський торговець і компаньйон Міші та Вольфганга. Як і Міша, він знає Гендзо лише як збоченця і допомагає їй з її ідеями помсти.
Король орків (яп. オークキング, Ōku Kingu)
Сейю: Дайсуке Оно
Лідер села орків, мешканці якого погрожують і нападають на людей. Як тільки Гендзо отримує квест від гільдії покласти край цій проблемі, він досягає села і викликає короля орків на реслінговий матч. Після поразки, орк вважає Гендзо почесним і надійним бійцем, і погоджується відтепер тримати своїх людей подалі від людських поселень.
Альтена Едгардо Ратіс (яп. エドガルド・ラティス・アルテナ, Edogarudo Ratisu Arutena)
Сейю: Ріе Суегара
Принцеса, яка викликала Гендзо до світу. Одразу після його прибуття вона просить його перемогти Короля Демонів і мерзенних звірів, що бродять по землі, але він суплексує її, відкриваючи її нижню білизну світу. Після чого вона відома як «Задена» серед усіх у королівстві і досі намагається переконати Гендзо вбити Короля Демонів. Пізніше, після приниження в одному зі своїх реслінгових матчів, вона стає мазохісткою.
Селіс (яп. セリス, Serisu)
Сейю: Аой Коґа
Напівящірка-звіролюдина, вона звертається до Гендзо, щоб стати його ученицею. Після того, як він спочатку відхилив її прохання, він зрештою погоджується, усвідомивши, що вона частково ящірка і що її живіт і середина тіла лускаті.
Дружина кобольда (яп. コボルトの奥さん, Koboruto no Okusan)
Сейю: Джунко Мінаґава
Місцева звіролюдина, схожа на ведмедя, вона була зневажлива до Гендзо, доки він не зробив їй комплімент щодо її зовнішності та хутра, змусивши її замріятись і закохатися в нього, попри те, що вона одружена. Її часто бачать у місті, яка шукає Гендзо за спиною свого чоловіка.
Чоловік кобольда (яп. コボルトの旦那さん, Koboruto no Dannasan)
Сейю: Хірокі Ясумото
Місцевий звіролюд, схожий на ведмедя, до нього підійшов Гендзо, щоб позмагатися у міському реслінговому матчі. Хоча спочатку він був антагоністично налаштований до Гендзо через взаємодію його дружини, він погоджується взяти участь після того, як викликав Гендзо на дуель і програв йому, здобувши при цьому повагу до нього.

## Медіа

### Манґа
Манґа «Kemono Michi», написана Нацуме Акацукі та проілюстрована Маттакумо-суке і Юмеутою, серіалізувалася в журналі «Monthly Shōnen Ace» видавництва Kadokawa Shoten з 26 листопада 2016 року по 26 серпня 2024 року. Kadokawa зібрала її розділи в чотирнадцять томів танкобон, які виходили з 25 квітня 2017 року по 25 жовтня 2024 року.

#### Томи
| №  | Дата виходу       | ISBN                   |
| -- | ----------------- | ---------------------- |
| 1  | 25 квітня 2017    | ISBN 978-4-04-105543-4 |
| 2  | 26 жовтня 2017    | ISBN 978-4-04-105549-6 |
| 3  | 24 липня 2018     | ISBN 978-4-04-107051-2 |
| 4  | 26 січня 2019     | ISBN 978-4-04-107904-1 |
| 5  | 25 вересня 2019   | ISBN 978-4-04-108231-7 |
| 6  | 26 листопада 2019 | ISBN 978-4-04-108853-1 |
| 7  | 26 червня 2020    | ISBN 978-4-04-109634-5 |
| 8  | 26 лютого 2021    | ISBN 978-4-04-110933-5 |
| 9  | 25 вересня 2021   | ISBN 978-4-04-111836-8 |
| 10 | 26 травня 2022    | ISBN 978-4-04-112477-2 |
| 11 | 26 грудня 2022    | ISBN 978-4-04-113267-8 |
| 12 | 25 листопада 2023 | ISBN 978-4-04-113916-5 |
| 13 | 25 липня 2024     | ISBN 978-4-04-114945-4 |
| 14 | 25 жовтня 2024    | ISBN 978-4-04-115308-6 |

### Аніме
18 січня 2019 року в журналі «Monthly Shōnen Ace» було анонсовано аніме-адаптацію. Пізніше було оголошено, що адаптацією стане телевізійний серіал під назвою Kemono Michi: Rise Up (яп. 旗揚！けものみち, Hataage! Kemonomichi, Становлення Героя-звіролюба), створений студією ENGI. Режисером серіалу став Кадзуя Міура, Токо Мачіда відповідала за композицію серіалу, а Томока Ноумі розробляла дизайн персонажів.
Серіал транслювався з 2 жовтня по 18 грудня 2019 року на телеканалах AT-X, Tokyo MX, TVA, KBS, SUN, та BS11 Також він був доступний для стрімінгу на AbemaTV. NoB та Кацуюкі Конісі виконали відкриваючу тему серіалу «Fight! Kemona Mask» (яп. 闘魂ファイト！ケモナーマスク), а Момосумомосу — завершальну тему «Anecdote» (яп. アネクドット) .
Funimation отримала ліцензію на серіал для Simuldub . Після придбання Crunchyroll компанією Sony, серіал був перенесений на Crunchyroll.

#### Серії
| № серії | Назва серії | Оригінальна дата показу |
| --- | --- | ----------------------- |
| 1 | «Борець × Прикликаня» Транслітерація: «Resurā × Shōkan» (яп. レスラー × 召喚)                                   | 2 жовтня 2019           |
| Професійний реслер Гендзо Сібата на прізвисько «Звірина Маска», який обожнює тварин, раптово потрапляє до фентезійного світу. Принцеса просить його стати героєм і вбивати монстрів, але Гендзо відмовляється, бажаючи замість цього відкрити зоомагазин. Разом з Шіґуре та іншими компаньйонами він починає ловити звірів, щоб приручити їх, попри те, що його дії приносять йому небажану славу «Вбивці звірів». | |                         |
| 2 | «Завдання × Вбивця демонічних звірів» Транслітерація: «Kuesuto × Majūgoroshi» (яп. クエスト × 魔獣殺し)         | 9 жовтня 2019           |
| Намагаючись заробити гроші для покупки магазину, Гендзо продовжує розширювати свою колекцію приручених монстрів, чим дратує мисливців, що називають його «Вбивцею звірів». Він перемагає орків, які крадуть урожай, і використовує отримані кошти, щоб придбати будівлю. Однак його мрія про зоомагазин стикається з перешкодами, оскільки йому не вдається отримати банківський кредит. Тим часом у місті з'являється зникла спадкоємиця-дракон Ліндабрея.                                                                               | |                         |
| 3 | «Дівчина-втікачка × Нападник» Транслітерація: «Iedeshōjo × Shūgekisha» (яп. 家出少女 × 襲撃者)                  | 16 жовтня 2019          |
| Шукаючи фінансування для зоомагазину, Гендзо стикається з Ліндабреєю, дівчиною-драконом, яка втекла з дому через нудьгу з їжею, і приймає її на роботу. Під час спроби спіймати таємничого дракона-нападника Гендзо випадково зустрічає вампірку-служницю Ліндабреї, Карміллу, яку перемагає. Згодом з'ясовується, що саме Кармілла була тим «драконом», що нападав на людей, за що Гендзо «нагороджує» її німецьким суплексом. | |                         |
| 4 | «Демонічний звір × Підробіток» Транслітерація: «Majū × Baito» (яп. 魔獣 × バイト)                               | 23 жовтня 2019          |
| Через фінансові труднощі та відмову в банківському кредиті, Гендзо змушує своїх компаньйонів шукати роботу. На завданні з полювання на ґрифона він рятує найслабше дитинча, але сам отримує поранення, а Кармілла гине, будучи з'їденою дорослим грифоном, але пізніше воскресає. Незважаючи на зростання витрат на утримання домашніх тварин, Шіґуре заробляє чималі гроші, продаючи мечі Хіт Хейза, які «загубилися». | |                         |
| 5 | «Звірина Маска × МАО» Транслітерація: «Kemonā Masuku × MAO» (яп. ケモナーマスク × MAO)                          | 30 жовтня 2019          |
| Поки Гендзо намагається налагодити свій зоомагазин, його пес Хіроюкі ледь не стає жертвою крадіжки від Міші та Вольфганга, проте цьому запобігає гігантський мураха-компаньйон Гендзо. Тим часом колишній реслер-суперник Гендзо, МАО, який був одержимий їхнім матчем, призивається принцесою вампірів Джоанною до того ж фентезійного світу, щоб стати новим Королем Демонів і протистояти герою, викликаному принцесою Альтеною. | |                         |
| 6 | «Невдаха × Майстер» Транслітерація: «Ponkotsu × Goshujin-sama» (яп. ポンコツ × ご主人様)                        | 6 листопада 2019        |
| Принцеса вампірів Джоанна помилково вважає МАО Королем Демонів і викликає його, щоб той переміг Гендзо, якого вона вважає Героєм. Це рішення підживлює її давнє суперництво з Ханако, яку Джоанна хотіла принизити, замінивши її служницю Карміллу. Проте Ханако зриває плани Джоанни, перемагаючи її та Розу. Поки Гендзо ховає Карміллу, яка знову була з'їдена чудовиськом, за ним таємно спостерігає дівчина з синім волоссям. | |                         |
| 7 | «Перша учениця × Джерело клопоту» Транслітерація: «Hatsu Deshi × Mendokusai Hito» (яп. 初弟子 × めんどくさい人) | 13 листопада 2019       |
| Мисливиця Селіс, що почувається висміяною через те, що вона людина-ящірка, просить Гендзо її тренувати, і він погоджується. Гендзо проганяє мисливців, що глузували з неї, і допомагає Селіс здобути повагу, перемігши їх у дуелі. Згодом з'ясовується, що мисливці були розчаровані через «нового звіра», яким насправді був сам Гендзо у своєму реслерському спорядженні. У підсумку, Гендзо погоджується взяти участь у бойовому турнірі, організованому банківським представником Клаусом, щоб заробити грошей для свого зоомагазину. | |                         |
| 8 | «Тварини × Подія» Транслітерація: «Kemonā × Kōgyō» (яп. ケモナー × 興行)                                        | 20 листопада 2019       |
| Гендзо організовує реслерський турнір, залучаючи звіролюдей та орків, щоб заробити грошей для свого зоомагазину. Він успішно вербує чоловіка кобольда, а також Мішу, після того, як Вольфганг відмовляється брати участь. Турнір стає хітом, особливо завдяки суперництву між Гендзо та Вольфгангом, який зрештою змушений приєднатися до змагань. Хоча Гендзо оголошує подію успішною, усі прибутки швидко зникають, викликаючи обурення у Шіґуре.                                                                                       | |                         |
| 9 | «Принцеса × Трусики» Транслітерація: «Purinsesu × Pantsu» (яп. プリンセス × パンツ)                             | 27 листопада 2019       |
| Принцеса Альтена постійно намагається переконати Гендзо стати героєм і битися з Королем Демонів, але кожен її заклик закінчується тим, що він виконує на ній німецький суплекс. Тим часом, МАО, давній суперник Гендзо по реслінгу, призваний принцесою вампірів Джоанною і стає новим Королем Демонів. Орки, побиті МАО, показують Гендзо його малюнок, і Гендзо миттєво впізнає свого суперника. | |                         |
| 10 | «Гроші × Зв'язки» Транслітерація: «Kane × Kizuna» (яп. 金 × 絆)                                                 | 4 грудня 2019           |
| Коли принцеса Альтена намагається умовити Гендзо захистити жителів, він не виявляє інтересу, а потім виявляє, що його пес Хіроюкі зник. Тим часом МАО знаходить листівку турніру Гендзо і дізнається його місцезнаходження. Клаус повідомляє, що Хіроюкі знаходиться в особняку дворянина, який придбав його для своєї дочки і відмовляється повертати. Однак, побачивши сльози Гендзо, дочка дворянина погоджується повернути Хіроюкі, і його продають Гендзо за зниженою ціною.                                                         | |                         |
| 11 | «Гордість × Вірність» Транслітерація: «Hokori × Chūsei» (яп. 誇り × 忠誠)                                       | 11 грудня 2019          |
| Гендзо організовує реслерський турнір, щоб зібрати кошти для свого зоомагазину, тренуючи при цьому Карміллу для її поєдинку проти Рози. Упродовж турніру різні учасники, включно з принцесою Альтеною, борються проти демонічних звірів. Хоча Кармілла програє свій матч Розі, вона відчуває особисту перемогу завдяки тренуванням Гендзо та підтримці Ханако, що надає їй гордості. Тепер Гендзо готується до фінального поєдинку проти свого давнього суперника, МАО.                                                                   | |                         |
| 12 | «Герой × Король Демонів» Транслітерація: «Yūsha × Maō» (яп. 勇者×魔王)                                          | 18 грудня 2019          |
| Фінальний матч між Гендзо та МАО перетворюється на хаос, коли з'ясовується, що МАО боїться тварин, а Джоанна краде Хіроюкі. Після перемоги Гендзо, МАО погоджується на майбутній реванш, а «Армія Героїв» оголошується переможцем. Хоча Шіґуре розлючена через змарновані прибутки, вона втішається тим, що турнір об'єднав звіролюдей і людей. Життя повертається до звичного русла, а Гендзо береться за нове завдання, щоб розібратися з мінотавром.                                                                                   | |                         |

## Сприйняття
Сайт Gadget Tsūshin вніс фразу «Kemono Mask» з опенінгу Kemono Michi до списку найпопулярніших аніме-слів 2019 року.

## Нотатки
1. ↑  Усі назви перекладені з Funimation.[34]